# Watsonia transvaalensis
Watsonia transvaalensis är en irisväxtart som beskrevs av John Gilbert Baker. Watsonia transvaalensis ingår i släktet Watsonia och familjen irisväxter. Inga underarter finns listade i Catalogue of Life.